# Alpské lyžování na Zimních olympijských hrách 1952
Alpské lyžování na Zimních olympijských hrách 1952 v Oslu.

## Medailové pořadí zemí
| Pořadí | Země                         | Zlato | Stříbro | Bronz | Celkově |
| ------ | ---------------------------- | ----- | ------- | ----- | ------- |
| 1.     | Rakousko (AUT)               | 2     | 3       | 2     | 7       |
| 2.     | Spojené státy americké (USA) | 2     | 0       | 0     | 2       |
| 3.     | Norsko (NOR)                 | 1     | 1       | 1     | 3       |
| 4.     | Itálie (ITA)                 | 1     | 0       | 1     | 2       |
| 5.     | Německo (GER)                | 0     | 2       | 2     | 4       |
|        | Celkem                       | 6     | 6       | 6     | 18      |

## Medailisté

### Muži
| Disciplína  | Zlato                             | Výkon  | Stříbro                           | Výkon  | Bronz                             | Výkon  |
| ----------- | --------------------------------- | ------ | --------------------------------- | ------ | --------------------------------- | ------ |
| sjezd       | Zeno Colò · Itálie (ITA)          | 2:30,8 | Othmar Schneider · Rakousko (AUT) | 2:32,0 | Christian Pravda · Rakousko (AUT) | 2:32,4 |
| slalom      | Othmar Schneider · Rakousko (AUT) | 2:00,0 | Stein Eriksen · Norsko (NOR)      | 2:01,2 | Guttorm Berge · Norsko (NOR)      | 2:01,7 |
| obří slalom | Stein Eriksen · Norsko (NOR)      | 2:25,0 | Christian Pravda · Rakousko (AUT) | 2:26,9 | Toni Spiß · Rakousko (AUT)        | 2:28,8 |

### Ženy
| Disciplína  | Zlato                                                     | Výkon  | Stříbro                              | Výkon  | Bronz                                | Výkon  |
| ----------- | --------------------------------------------------------- | ------ | ------------------------------------ | ------ | ------------------------------------ | ------ |
| sjezd       | Trude Beiserová · Rakousko (AUT)                          | 1:47,1 | Annemarie Buchnerová · Německo (GER) | 1:48,0 | Giuliana Minuzzo · Itálie (ITA)      | 1:49,0 |
| slalom      | Andrea Meadová-Lawrenceová · Spojené státy americké (USA) | 2:10,6 | Ossi Reichertová · Německo (GER)     | 2:11,4 | Annemarie Buchnerová · Německo (GER) | 2:13,3 |
| obří slalom | Andrea Meadová-Lawrenceová · Spojené státy americké (USA) | 2:06,8 | Dagmar Rom · Rakousko (AUT)          | 2:09,0 | Annemarie Buchnerová · Německo (GER) | 2:10,0 |